# 253 av. J.-C.
Cette page concerne l'année 253 av. J.-C. du calendrier julien proleptique.

## Événements
- 3 mai (21 avril du calendrier romain) : début à Rome du consulat de Cnaeus Servilius Caepio  et Caius Sempronius Blaesus[1].
- Été[1] : les deux consuls lancent un raid sur l’Afrique par la route du nord, attaquant Lylibée en chemin. Après avoir pillé la côte africaine à l’est de Carthage, la flotte est rejetée par un coup de mer sur l’île des Lotophages, appelée Meninx (Djerba), près de la petite Syrte. Elle parvient à se dégager en abandonnant son butin et utilisant le reflux, mais est détruite lors d’une tempête au cap Palinurus en Lucanie, sur le trajet de retour entre Palerme et Rome. Plus de 150 bateaux sont perdus[2]. La guerre contre Carthage est reportée en Sicile où Rome se tient sur la défensive (253/250 av. J.-C.)[3].

- Fin de la deuxième guerre de Syrie. Perte de l’Ionie et de la Pamphylie par Ptolémée II. Antiochos II de Syrie répudie Laodicé Ire et épouse Bérénice, fille de Ptolémée II et d’Arsinoé Ire, dont il a un fils[4].

- En Inde, l'empereur Ashoka convoque un concile à Pataliputra (Patna) qui définit les canons du bouddhisme (ou 247)[5]. Des missions sont envoyées dans l’Inde entière et au-delà (Inde du Sud, Ceylan, Cachemire et Afghanistan).

## Naissances
- Philopœmen (date approximative)